# Edgar Savisaar

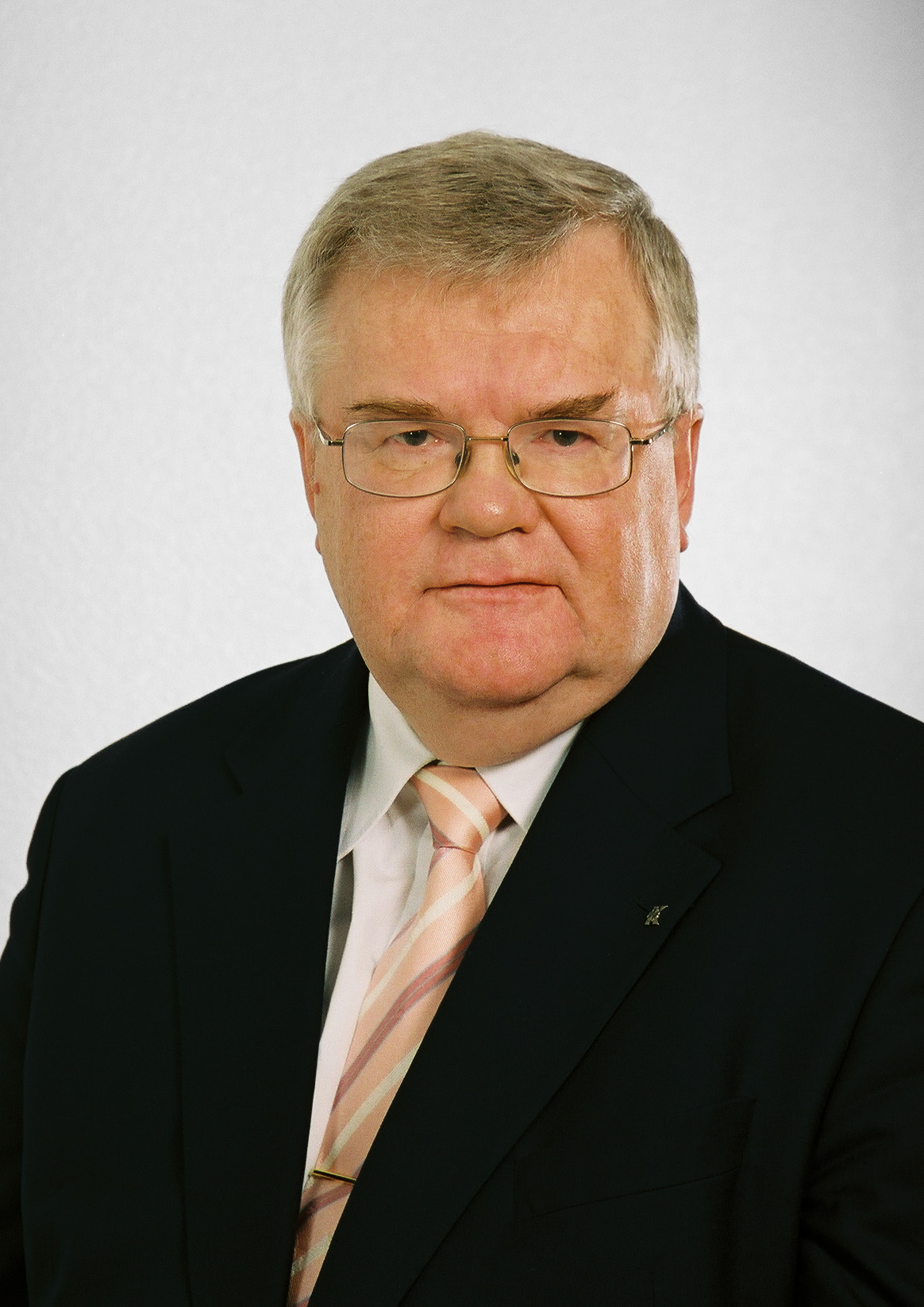
Edgar Savisaar (2005)

Edgar Savisaar (* 31. Mai 1950 in Harku; † 29. Dezember 2022 in Tallinn) war ein estnischer Politiker. Er war von 1990 bis 1992 Ministerpräsident Estlands, von 1991 bis 2016 Gründer und Vorsitzender der Estnischen Zentrumspartei (Eesti Keskerakond) sowie von 2001 bis 2004 und von 2007 bis 2017 Bürgermeister der Hauptstadt Tallinn.

## Leben

### Kindheit
Edgar Savisaar wurde im Frauengefängnis von Harku geboren. Seine Eltern, Elmar und Marie Savisaar, waren im Sommer 1949 von den sowjetischen Besatzungsbehörden wegen sowjetfeindlicher Einstellungen verhaftet worden. Der Vater wurde zu siebenjähriger Deportation und Verbannung nach Sibirien verurteilt, die Mutter zu einer Gefängnisstrafe.

### Frühe Jahre
Nach dem Abitur 1969 schloss Edgar Savisaar 1973 sein Studium der Geschichte an der Staatlichen Universität Tartu ab. Von 1973 bis 1976 war er als Lehrer an einer Schule in Ahja im damaligen Rajon Põlva beschäftigt. Von 1977 bis 1979 absolvierte er seine Aspirantur an der Akademie der Wissenschaften der Estnischen SSR. 1980 machte er sein Kandidats-Examen im Fach Philosophie; der Titel seiner Dissertation lautete „Die sozialphilosophischen Grundlagen der Globalmodelle des Club of Rome“. Ab 1982 war er Dozent am Lehrstuhl für Philosophie der Akademie der Wissenschaften der Estnischen SSR.
Von 1985 bis 1988 war Savisaar Abteilungsleiter beim staatlichen Planungskomitee der Estnischen Sozialistischen Sowjetrepublik. 1988/89 war er wissenschaftlicher Direktor für Leitsysteme des Projektierungs- und Konstruktionsbüros Mainor.

### Politiker
In der Zeit von Perestroika und Glasnost setzte sich Savisaar für eine Loslösung Estlands von der Sowjetunion und die Achtung von Demokratie und Menschenrechten ein. Aufsehen erregten seine oppositionellen Vorschläge zur (markt-)wirtschaftlichen Selbstverwaltung Estlands, die er zusammen mit Siim Kallas, Tiit Made und Mikk Titma unter dem Akronym IME (Estnische für „Wunder“) vorstellte. Savisaar war Mitinitiator der demokratischen Volksfront (Rahvarinne), die er während einer öffentlichen Fernsehdebatte am 13. April 1988 popularisierte. Im Oktober 1991 war Savisaar einer der Gründer der Estnischen Zentrumspartei, die er von 1991 bis 2016 führte und die bis heute eine der wichtigsten estnischen Parteien darstellt. Savisaar blieb über mehrere Jahrzehnte der Führer der Partei und eine der prägenden Gestalten der estnischen Politik. Gegner warfen ihm immer wieder einen autoritären Führungsstil und populistische Haltungen vor.
1989 wurde Edgar Savisaar stellvertretender Vorsitzender des Ministerrats der Estnischen SSR und 1990 Wirtschaftsminister der Estnischen SSR. Am 3. April 1990, nach den ersten halbwegs demokratischen Wahlen in Estland seit der Besetzung des Landes durch die Sowjetunion, wurde Savisaar Vorsitzender des Ministerrats der Republik Estland und damit Regierungschef. Am 8. Mai 1990 wurde das Land wieder in Republik Estland umbenannt. Savisaar blieb Ministerpräsident der Übergangsregierung. Am 15. Mai 1990 organisierte er die Gegenwehr der estnischen Bevölkerung gegen einen kommunistisch-sowjetischen Umsturzversuch, der unblutig beendet werden konnte. Am 20. August 1991 während des Putschversuchs in Moskau erklärte die Republik Estland die Wiederherstellung ihrer staatlichen Unabhängigkeit.
Savisaar hatte das Amt als Ministerpräsident bis zum 30. Januar 1992 inne, bevor er unter von einer neuen Regierung unter Ministerpräsident Tiit Vähi abgelöst wurde, die größtenteils aus Technokraten bestand und die Aufgabe übernahm, die schwere Wirtschaftskrise zu lösen.
Von 1992 bis 2007 gehörte Savisaar dem estnischen Parlament (Riigikogu) während insgesamt fünf Legislaturperioden an. Von 1992 bis 1995 war Savisaar stellvertretender Parlamentspräsident.
Von April bis Oktober 1995 war Savisaar Innenminister der Republik Estland im kurzlebigen zweiten Kabinett von Ministerpräsident Tiit Vähi. Er musste wegen eines Abhörskandals zurücktreten: Ministerpräsident Tiit Vähi und der Vorsitzende der Estnischen Reformpartei, Siim Kallas, beschuldigten Innenminister Savisaar, illegal politische Konsultationen mitgeschnitten zu haben. Savisaar bestritt die Vorwürfe, allerdings brach daran die Koalition aus Estnischer Koalitionspartei (Eesti Koonderakond), Landvolkvereinigung (Maarahva Ühendus) und Zentrumspartei auseinander.
Von 1996 bis 1999 war Savisaar Vorsitzender des Stadtrats von Tallinn. Von 2001 bis 2004 war er Bürgermeister der estnischen Hauptstadt, anschließend erneut Vorsitzender des Stadtrats.
Von April 2005 bis April 2007 war Savisaar Minister für Wirtschaft und Infrastruktur der Republik Estland in der Koalitionsregierung von Ministerpräsident Andrus Ansip. Von April 2007 bis November 2017 war Savisaar erneut Bürgermeister von Tallinn.
2010 wurde Savisaar beschuldigt, er habe sich im Vorfeld der Parlamentswahl 2011 hohe Summen vom Chef der russischen Eisenbahn, Wladimir Jakunin, für den Wahlkampf seiner Partei versprechen lassen. Gegner Savisaars warfen ihm eine immer stärkere Nähe zu Russland vor.
Im September 2015 beschuldigte die estnische Polizei Savisaar der Bestechlichkeit in vier Fällen in den Jahren 2014/2015. Am 30. September 2015 entschied ein Gericht, Savisaar von der Ausübung seines Amts als Tallinner Bürgermeister zu suspendieren. 2016 stürzte sein Parteikollege Jüri Ratas (Ministerpräsident 2016 bis 2021) Savisaar als Vorsitzenden der Zentrumspartei. Savisaar lehnte daraufhin den von Ratas angebotenen Titel eines Ehrenvorsitzenden der Partei ab.
Im März 2015 erlitt Savisaar eine schwere Streptokokken-Infektion. Die Ärzte in Tartu konnten sein Leben retten, mussten ihm allerdings ein Bein amputieren.
2017 gelang Savisaar als parteiloser Kandidat der Wiedereinzug in den Tallinner Stadtrat. 2021 trat Savisaar erneut bei den Kommunalwahlen in Tallinn an, dieses Mal für die populistische Kleinstpartei „Freies Estland“ (Vaba Eesti), verpasste allerdings ein Mandat. Anschließend zog er sich weitgehend aus dem öffentlichen Leben zurück. Edgar Savisaar starb im Dezember 2022 in Tallinn im Alter von 72 Jahren.

### Privates
Edgar Savisaar war drei Mal verheiratet und hatte vier Kinder. Aus der Ehe mit Kaire Savisaar stammt der Politiker Erki Savisaar. Mit Liis Savisaar hatte Edgar Savisaar die Tochter Maria und den Sohn Edgar. Seine letzte Ehefrau war die Politikerin Vilja Savisaar (geb. Laanaru); mit ihr war er von 1996 bis 2009 verheiratet. Das Paar hatte eine Tochter, Rosina.

## Auszeichnungen
Edgar Savisaar ist Träger folgender staatlicher Auszeichnungen:
|  | Orden des Staatswappens (I. Klasse)  |
|  | Orden des Staatswappens (II. Klasse) |
|  | Drei-Sterne-Orden (Großoffizier)     |

## Wichtigste Veröffentlichungen
- Eesti Õpilasmaleva areng, Tallinn 1980
- Võitlus noorsoo pärast, Tallinn 1987
- Revolutsioon jätkub, Tallinn 1988
- Kõned, Tallinn 1990 (seinen Reden)
- Usun Eestisse, Tallinn 1999
- Peaminister: Eesti lähiajalugu 1990–1992, Tallinn 2004 (Memoiren seiner Zeit als Ministerpräsident)
- Rahvarinne 1988: (kakskümmend aastat hiljem), Tallinn 2008
- Majanduspoliitika, Tallinn, Hongkong 2008
- Kuidas ületada kriis?, Tallinn 2009